# Продавець коміксів
Джеф Альбертсон (англ. Jeff Albertson), більше відомий як Продавець коміксів — один з вигаданих персонажів мультсеріалу Сімпсони. Джефф — володар і продавець магазину коміксів. Персонаж продавця коміксів є пародією на типового фаната-колектора.

## Біографія
Джефф Албертсон з дитинства хотів стати автором коміксів, але він не мав до цього хисту і натомість зайнявся їх колекціонуванням. Коли він виріс, він відкрив магазин Башта Андроїдів, де він тепер продає комікси, бейсбольні картки й інші колекційні матеріали. Більшість його колекційних матеріалів поганої якості, але він їх продає за дуже високі ціни.
Джефф Альбертсон з дитинства мріяв стати автором коміксів, однак не мав хисту до малювання, тому зосередився на їх колекціонуванні. Подорослішавши, він відкрив магазин коміксів під назвою «Башта Андроїдів» (англ. Android's Dungeon & Baseball Card Shop), де торгує коміксами, бейсбольними картками та іншими колекційними матеріалами. Хоча більшість його товарів мають сумнівну якість, він продає їх за завищеними цінами.
У дитинстві Джефф був повним і навіть відвідував табір для схуднення разом із Гомером Сімпсоном, Кленсіном Віггам та Джо Квімбі. Його особисте життя обмежується переважно спілкуванням з віртуальними дівчатами з комп’ютерних програм. Проте в серіалі зображено кілька його романтичних зв’язків із жінками з Спрінґфілда, зокрема з Агнес Скіннер — матір’ю Сеймура Скіннера, а також Едною Крабапел
У 25 сезоні, 10 серії він зустрічає у своєму магазині молоду японку Куміко. Вона не тільки любить японські комікси (манга) але і малює їх. Загальна любов до коміксів зближує їх. Також вона терпить його саркастичні коментарі та навіть заохочує до ще різкіших висловлювань. Незабаром справа доходить до весілля, але тут втрутився батько Куміко, який не хоче, щоб його донечка жила з «жирним задротом у підвалі» і тим більше виходила за нього заміж. Він мав рішучі наміри відправити дочку назад в Японію, але Гомер та рисове вино виправили ситуацію і батько Куміко, прозрівши, змирився з вибором доньки.

## Особливості персонажу
Джефф багато у чому нагадує шефа поліції Віггама — він такий же тупий, незграбний та надзвичайно товстий — майже вдвічі товстіший від Гомера. Він не їсть корисних продуктів, харчується тільки фастфудом та п'є «супервелику» мінералку — «Великий Бултих». Зокрема, він їсть по 30 пачок чипсів на день, обожнює пончики та їсть кілограми батончиків.
У Джефа є автомобіль. Але замість скла на вікнах у нього пакети від сміття — так він удає, що у нього затемнені вікна. Свою машину він називає — «Бовдур», а на бампері має безліч наклейок. Машина має й інші вади — непомірна кількість вихлопів та відсутність склоочисників, її максимальна швидкість — 50 км\год. Джефф настільки вжився у комікси, що вже думає, як герої коміксів і вчить напам'ять цитати з журналів. Він часто уявляє себе супергероєм і має безліч костюмів. Одного разу він хотів стати Суперменом, але все це закінчилося травмою та тривалим лікуванням.
Джеф є пародією на колекціонерів, які шукають визнання та поваги серед дітей, а не дорослих. Продавець коміксів часто глузує з Барта та інших дітей, які приходять купувати його комікси. У серіалі він також завжди скаржиться на все. Автори сценарію визнають, що цей персонаж був задуманий також як пародія на нескінчених критиків Сімпсонів.

## Риси характеру
Джеф Альбертсон має, чесно кажучи дуже і дуже капосний характер. Він постійно перед усіма вихваляється, показуючи, який він розумний, часто використовує сарказм, глузує з оточуючих, хитрий, підступний, проте також тугодум і лінивець. Джеф часто глузує не тільки з дітей, а і з дорослих. Його улюблена фраза - "Тут тобі не бібліотека!". Цю фразу він говорить, коли хтось читає комікси прямо у нього в магазині.Коли він це сказав у бібліотеці до Ліси, то вона його виправила, на що він просто вилаявся і пішов. Джеф Альбертсон часто погрожує дорослим і дітям персонажами з коміксів.У одному з епізодів -
виявилось, що він не брехав про свій лазерний пістолет і що він його справді має! При чому працюючий... Єдиний, хто не боїться його вихвалянь - Гомер Сімпсон. На постійний сарказм з боку Альбертсона Гомер просто відповідає, що йому начхати, що
Альбертсон такий розумний і що він про Гомера знає.Єдиний - хто не побоявся його вдарити в обличчя - теж Гомер Сімпсон (у коміксах) і кинути пиріг - у мультфільмі. Джеф часто жаліється на сам сюжет серіалу і носить футболки з надписом "Найгірший Епізод". Він також зневажливо ставиться до людей, особливо до Мардж Сімпсон (через її зачіску).

## Інші зацікавлення
Джеф Альбертсон дуже добре розбирається в комп'ютерах. Хоча ззовні він показується хвальком, у цій темі він справді добре знається. Проте комп'ютер і ноутбук, які у нього є - він не завжди використовує по призначенню.В основному, його більше
цікавить порнографія та сайт контактів, де він увесь час спілкується з невідомими людьми. Те - що Джеф ніколи не був
одружений - він відкидає. Він був! Але просто в он-лайн грі. Там він так само жаліється на жорсткі правила ігор і постійно перед
іншими вихваляється. 
Щодо освіти Джефа Альбертсона - то він має диплом фольклориста. Отримав він диплом за те, що переклав книгу
Володар перснів на клінгонську мову. Клінгонська - мова, вигаданої інопланетної раси клінгонів у всесвіті науково-фантастичної франшизи «Зоряний шлях». У світі цю мову і справді знають 400-500 людей.